# Jakub Kwaśny
Jakub Michał Kwaśny (ur. 4 maja 1985 w Tarnowie) – polski samorządowiec, ekonomista i nauczyciel akademicki, doktor nauk ekonomicznych, w latach 2018–2024 przewodniczący Rady Miejskiej w Tarnowie, od 2024 prezydent Tarnowa.

## Życiorys

### Wykształcenie, działalność zawodowa i publiczna
Urodził się 4 maja 1985 w Tarnowie. Absolwent III Liceum Ogólnokształcącego im. Adama Mickiewicza w Tarnowie. W 2009 ukończył studia magisterskie na kierunku stosunki międzynarodowe na Uniwersytecie Ekonomicznym w Krakowie. Na tej uczelni w 2018 uzyskał stopień doktora nauk ekonomicznych.
W 2009 podjął pracę w Katedrze Międzynarodowych Stosunków Gospodarczych Uniwersytetu Ekonomicznego w Krakowie, doszedł do stanowiska adiunkta na tej uczelni. Został także nauczycielem akademickim w Małopolskiej Wyższej Szkole Ekonomicznej oraz na Krakowskiej Akademii im. Andrzeja Frycza Modrzewskiego, prowadził również wykłady dla uczestników uniwersytetów trzeciego wieku. Autor artykułów naukowych, m.in. z zakresu ekonomii, samorządu terytorialnego oraz atrakcyjności inwestycyjnej. Jest autorem monografii pt. Trzydzieści lat samorządności terytorialnej w Polsce. Gospodarka, rozwój, reformy, poruszającej tematykę zmian w samorządzie terytorialnym.
W latach 2012–2017 był przewodniczącym rady programowej Radia Kraków, a w latach 2011–2015 członkiem rady społecznej Specjalistycznego Szpitala im. Edwarda Szczeklika w Tarnowie. W 2018 objął funkcję przewodniczącego Tarnowskiego Komitetu Rewitalizacji.
W latach 2021–2023 był dyrektorem Krakowskiej Szkoły Biznesu UEK. Rektor uczelni Stanisław Mazur odwołał go z tego stanowiska, wskazując na wątpliwości dotyczące wydatkowania środków publicznych i nieprawidłowości w zawieraniu umów.

### Działalność polityczna
Był związany z Sojuszem Lewicy Demokratycznej, pełnił funkcję przewodniczącego lokalnych struktur SLD. Od 2018 bezpartyjny; dołączył do Stowarzyszenia Nasze Miasto Tarnów, współtworzył zainicjowane przez Barbarę Nowacką stowarzyszenie Inicjatywa Polska.
W latach 2006–2024 był radnym Tarnowa czterech kadencji. W listopadzie 2018 został przewodniczącym rady miejskiej VIII kadencji. Funkcję tę pełnił do kwietnia 2024 (w związku z wyborem na prezydenta miasta jego mandat radnego wygasł na kilka dni przed końcem kadencji). W 2020 został mianowany zastępcą członka Europejskiego Komitetu Regionów.
W 2007 i 2011 bez powodzenia kandydował do Sejmu (odpowiednio z ramienia Lewicy i Demokratów oraz Sojuszu Lewicy Demokratycznej). Z rekomendacji SLD w 2010 oraz 2014 bezskutecznie ubiegał się o stanowisko prezydenta Tarnowa.
W 2024 ponownie kandydował w wyborach samorządowych na urząd prezydenta Tarnowa. Został wystawiony przez Koalicję Obywatelską; uzyskał poparcie ze strony Trzeciej Drogi, Nowej Lewicy oraz lokalnego Stowarzyszenia Nasze Miasto Tarnów (z listy którego z powodzeniem kandydował też na radnego). W pierwszej turze uzyskał 44,54% głosów, zajmując pierwsze miejsce. W drugiej turze pokonał Henryka Łabędzia z Prawa i Sprawiedliwości, zdobywając 56,15% głosów. Urząd objął po zaprzysiężeniu 6 maja 2024; na stanowisku prezydenta Tarnowa zastąpił nieubiegającego się o reelekcję Romana Ciepielę. W czerwcu 2024 został prezesem zarządu stowarzyszenia Aglomeracja Tarnowska.
W sierpniu 2024 prokurator Prokuratury Okręgowej w Krakowie przedstawił mu zarzut wyrządzenia szkody w obrocie gospodarczym ze stratą dla Uniwersytetu Ekonomicznego w Krakowie; Jakub Kwaśny nie przyznał się do tego czynu.

## Odznaczenia i wyróżnienia
- Odznaka „Honorowy Dawca Krwi – Zasłużony dla Zdrowia Narodu” (2022)[26]
- Odznaka „Zasłużony dla pożarnictwa ziemi tarnowskiej” (2025)[27]
- Statuetka Jana Szczepanika w kategorii naukowo-badawczej (2022)[28]
- Tytuł „Przyjaciel Tarnowskiej Młodzieży”[2]
- Zwycięzca w kategorii „motywator” w plebiscycie na najlepszego wykładowcę UEK („Mentorzy UEK”)[2]

## Życie prywatne
Syn Krystyny oraz Bogusława (oficera Wojska Polskiego i policjanta), brat Marcina (aktora teatralnego).

## Wyniki wyborcze
| Wybory | Komitet wyborczy        | Komitet wyborczy                          | Organ                    | Okręg                                      | Wynik           |
| ------ | ----------------------- | ----------------------------------------- | ------------------------ | ------------------------------------------ | --------------- |
| 2006   |                         | Lewica i Demokraci                        | Rada Miejska w Tarnowie  | nr 2                                       | 809 (8,00%)     |
| 2007   | Sejm VI kadencji        | Lewica i Demokraci                        | nr 15                    | 1043 (0,37%)                               |                 |
| 2010   |                         | Sojusz Lewicy Demokratycznej              | Prezydent Miasta Tarnowa | Prezydent Miasta Tarnowa                   | 3285 (8,29%)    |
| 2010   | Rada Miejska w Tarnowie | Sojusz Lewicy Demokratycznej              | nr 2                     | 1213 (11,17%)                              |                 |
| 2011   | Sejm VII kadencji       | Sojusz Lewicy Demokratycznej              | nr 15                    | 7305 (2,83%)                               |                 |
| 2014   |                         | SLD Lewica Razem                          | Prezydent Miasta Tarnowa | Prezydent Miasta Tarnowa                   | 5457 (15,08%)   |
| 2014   | Rada Miejska w Tarnowie | SLD Lewica Razem                          | nr 2                     | 1095 (10,99%)                              |                 |
| 2018   | Rada Miejska w Tarnowie |                                           | nr 2                     | KWW Tomasza Olszówki – Nasze Miasto Tarnów | 1468 (11,79%)   |
| 2024   |                         | Koalicja Obywatelska                      | Prezydent Miasta Tarnowa | Prezydent Miasta Tarnowa                   | 17 048 (44,54%) |
| 2024   | 19 239 (56,15%)         | Koalicja Obywatelska                      | Prezydent Miasta Tarnowa | Prezydent Miasta Tarnowa                   |                 |
| 2024   |                         | KWW Jakuba Kwaśnego – Nasze Miasto Tarnów | Rada Miejska w Tarnowie  | nr 2                                       | 959 (10,38%)    |